# Entrèves
Entrèves (en patois valdôtain, Euntréve ; localement Éntréve) est un hameau de Courmayeur, situé à 3 kilomètres environ du chef-lieu communal. Ses habitants se nomment « Entrèvesans » en français, et « Éntrevèns » en arpitan.

## Toponymie
Le type toponymique Entrèves, diffusé en Vallée d'Aoste, également sous d'autres formes (comme Introd), signifie « entre [les] eaux » et indique un lieu situé à la confluence de deux cours d'eau. Éve est le terme  valdôtain signifiant « eau » . Dans notre cas, les « eaux » sont celles de la Doire de Vény et de la Doire de Ferret.

## Description
L'activité principale des habitants d'Entrèves est lié au tourisme, aussi bien en hiver qu'en été. Ici se trouvent quelques-uns des restaurants et des hôtels les plus renommés de la Vallée d'Aoste, tels que la Maison de Filippo et l'Auberge de la Maison.
À Entrèves se situe aussi la garnison des Carabiniers pour le Valdigne.

## Emplacement
Entrèves se trouve à une altitude de 1300 mètres environ, au pied du Mont Blanc, à la confluence du val Vény et du val Ferret, le long de la route qui relie Courmayeur au tunnel du Mont-Blanc.

## Monuments et lieux d'intérêt
À Entrèves se situe la Maison forte Passerin d'Entrèves, remontant à 1351 et appartenant depuis le XVIIIe siècle à la branche Courmayeur de la famille noble de Passerin.